# Associação Americana para o Avanço da Ciência
A Associação Americana para o Avanço da Ciência ( em inglês American Association for the Advancement of Science ou AAAS) é uma organização internacional sem fins lucrativos que promove a cooperação entre os cientistas, defende a liberdade científica, fomenta a responsabilidade científica e apóia a educação científica para beneficiar toda a humanidade. 
A Associação foi fundada em 20 de setembro de 1848 na Pensilvânia, Estados Unidos, com 87 membros, e atualmente é a maior sociedade douta do mundo, com mais de 275 organismos científicos associados e 10 milhões de pessoas participantes.
A AAAS é dividida em 24 "seções", cada uma com um interesse particular num determinado âmbito científico. Estas seções são: agricultura, antropologia, astronomia, ciência atmosférica, ciência biológica, química, odontologia , educação, engenharia, geologia e geografia, história da ciência e filosofia da ciência, tecnologia, ciência da computação, linguística, matemática, ciência médica, neurociência, ciência farmacêutica, física, psicologia, ciências sociais , ciências políticas, e estatística.
A AAAS publica a famosa revista científica Science.